# Сэм Спейд
Сэм Спейд — частный детектив, главный герой «Мальтийского сокола» (1930) и ряда других коротких произведений американского детективного писателя в жанре «нуар» Дэшила Хэммета, впоследствии неоднократно экранизированных и воссозданных в театральных постановках. Персона Спейда послужила основой для создания ряда других героев детективного жанра, например, для Филипа Марлоу — героя произведений Рэймонда Чандлера. Дальние отголоски влияния образа Спейда на детективный жанр проявляются у более современных персонажей компьютерных игр, в том числе Макса Пейна. Сам же Спейд был создан Хэмметом в качестве своего рода замены безымянному «сотруднику» — герою свыше сорока литературных произведений, опубликованных Хэмметом в 1920-е годы, последнее произведение о приключениях «сотрудника» совпало с выходом книги о Сэме Спейде. Кинематографическое воплощение Спейда получилось весьма аутентичным духу литературного оригинала во многом благодаря актёрской игре американского киноактёра Хамфри Богарта. Литературные похождения Спейда выдержаны Хэмметом в настолько оригинальном духе, что аудиокниги о его приключениях не менее популярны чем кинематографические экранизации.

## Мнения литературных критиков
Ричард Лаймэн, ученик и один из наиболее известных исследователей творчества Д. Хэммета, называет Спейда «нокаутирующим детективом», которому до такой степени плевать на закон государственный, что полиция Сан-Франциско то и дело подумывает о том, чтобы арестовать его, и при этом настолько сконцентрированного на достижении поставленной цели собственных расследований, что его не могут остановить ни шальная пуля, ни роковая женщина.
Профессор английской литературы при университете им. Уильяма Хосфтры Лео Гурко даёт в целом отрицательную оценку как самому роману «Мальтийский сокол» так и его ключевому персонажу — Сэму Спейду, называя его характерным образцом болезненной самовлюблённости. В качестве примера Гурко приводит начальный эпизод, в котором напарник Спейда, Майлз Арчер погиб во время расследования очередного заказа, и Сэм был удручён вовсе не от факта гибели своего соратника, к которому Спейд не питал ровным счётом никаких сентиментов, а из-за того что преступники ушли не пойманными, и смерть незадачливого Арчера могла бросить тень на его деловую репутацию как частного детектива. И когда уже позже выясняется, что его довольно привлекательная клиентка, с которой к тому времени у Спейда завязалась некая интимная интрижка, и есть та самая убийца, Спейд сдаёт её полиции, не мешкая ни единой секунды, и вовсе не потому что он так уважает полицию, или чтит правосудие, или же хочет рассчитаться с ней за убитого напарника — нет, он просто, выражаясь словами Гурко, спасает свою собственную шкуру, придя к выводу, что эта дамочка и его убьёт точно так же без раздумий, как и его покойного напарника, если будет на то её интерес.
Шотландский писатель Уильям К. Харви, публиковавшийся под литературным псевдонимом «Сазерлэнд Скотт», называет Спейда отцом всех крутых частных детективов, и в то же время, героем, который любит, а затем бросает своих любовниц с католической страстностью, по-зловещему мрачным персонажем. Именно он, по мнению Скотта, в ответе за бутылку виски в ящике стола каждого частного детектива в США, без которой те почувствуют себя безоружными, буквально голыми.
Американский писатель и литературный критик Джо Горс, написавший в 1975 году биографическую книгу о Д. Хэммете, стилизованную под его же произведения, отмечая что в романе было четверо погибших, и ни одного убитого лично Спейдом, — который, как акцентирует внимание Горс, даже не носил с собой оружия, — заключает что Спейд хитрее и умнее всех героев романа, и полиции и злоумышленников.
Русский литературовед Вячеслав Иванов, на примере Спейда отмечает одну примечательную особенность американской детективной литературы того времени: Частный детектив Спейд всегда идёт по верному следу, в то время как официальный сыщик, — полицейский лейтенант, подозревающий Спейда в убийстве его же компаньона, — всегда идёт по ложному.

## Авторская характеристика персонажа
Сам автор давал следующую характеристику своему литературному персонажу:

У Спейда нет прототипа. Он скорее — идеал для множества частных детективов, с которыми мне доводилось работать, вобравший в себя все лучшие их качества, и как некоторым из них могло показаться — даже в чём-то на них походивший, разумеется в лучшие их годы.
Оригинальный текст (англ.)Spade has no original. He is a dream man in the sense that he is what most of the private detectives I worked with would like to have been and in their cockier moments thought they approached. For your private detective does not — or did not ten years ago when he was my colleague — want to be an erudite solver of riddles in the Sherlock Holmes manner; he wants to be a hard and shifty fellow, able to take care of himself in any situation, able to get the best of anybody he comes in contact with, whether criminal, innocent by-stander or client.
— Дэшил Хэммет

## Книги о Спейде
- 1930 — Мальтийский сокол / The Maltese Falcon [роман]
- 1932 — Человек, которого зовут Спейд / A Man Called Spade (Другое название: Человек по имени Спейд) [рассказ]
- 1932 — Слишком много их было / Too Many Have Lived (Другие названия: Слишком многие прожили; Слишком много прожили…) [рассказ]
- 1932 — Повесить вас могут только раз / They Can Only Hang You Once (Другие названия: Больше одного раза вас не повесят; Повесить могут лишь однажды) [рассказ]